# Ozotroctes
Ozotroctes is een kevergeslacht uit de familie van de boktorren (Cerambycidae). De wetenschappelijke naam van het geslacht werd voor het eerst geldig gepubliceerd in 1861 door Bates.

## Soorten
Ozotroctes omvat de volgende soorten:
- Ozotroctes ogeri Tavakilian & Néouze, 2007
- Ozotroctes punctatissimus Bates, 1861
- Ozotroctes vassali Tavakilian & Néouze, 2007